# Estação Maadi
Maadi (em árabe: المعادي) é uma das estações da linha 1 do metro do Cairo, no Egito. Está situada no bairro homônimo.
A estação foi inaugurada em 26 de setembro de 1987 na fase 1 da linha 1 quando entrou em operação o Metro do Cairo.

## Toponímia
Maadi é o nome do bairro planejado pelo canadense Alexander Adams. O bairro residencial foi construído em estilo britânico, tendo ruas retas e moradias com dois pisos. Foi chamado de Maadi em referência ao nome de uma balsa chamada de Maadia, que era utilizada na travessia do rio Nilo.